# Ouvrier d'État
En France, l'ouvrier d'État, parfois appelé ouvrier de l'État, est un agent non titulaire de droit public. Il n'est toutefois pas régi par les règles de droit commun des agents non titulaires de l’État. Le code général de la fonction publique ne trouve donc pas à s'appliquer aux ouvriers d'État, bien qu'ils puissent occuper des emplois permanents de l'État.
Ils sont bien considérés comme non titulaires par la jurisprudence, mais bénéficient d'une large garantie de l'emploi. L'ouvrier d'État est régi par un ensemble de décrets précisant son statut. Le Conseil d'État a reconnu, par une décision du 10 janvier 1986 (Fédération nationale des travailleurs de l'État / CE no 62161), le pouvoir du ministre des armées de compléter leur statut par des instructions. Ce statut réglementaire concerne : 
- les ouvriers professionnels, classés en 18 groupes professionnels (les groupes III, IVN, V, VI, VII, HG (VIII et VIIIN), HCA, HCB, HCC et HCD (Les quatre derniers groupes Hors Catégories sont de niveau 2 ou catégorie B [réf. nécessaire] et peuvent assurer des fonctions d'encadrement) ainsi que les groupes afférents aux professions graphiques dit « ouvriers du livre » P1, P2, P3, P3bis, E, E+4, E+8)[4]. Le groupe III a été supprimé à la fin des années 1980. Dès le groupe IVN les ouvriers ont la qualité d'ouvrier qualifié ;
- les chefs d'équipe (CE), ces agents de maîtrise sont répartis dans les mêmes groupes professionnels que les ouvriers mais bénéficient d'une majoration salariale de 20 %[5];
- les techniciens à statut ouvrier (TSO), qui se répartissent en 8 groupes professionnels (T2, T3, T4, T5, T5bis, T6, T6bis, T7). Les groupes T0 et T1 ont été supprimés dans les années 1980. Les premiers groupes correspondent à des fonctions d'application (de niveau bac à bac + 2) et les quatre derniers groupes peuvent assurer des fonctions d'encadrement technique (soit un niveau bac + 3 ou plus)[6].

Le ministère des Armées, le ministère de l'Intérieur, la direction générale de l'Aviation civile, Naval Group et Nexter sont les principaux employeurs de cette catégorie d'agents publics.

## Au ministère des Armées

### Un statut singulier et ancien
Le statut des ouvriers d'État du ministère des Armées est régi par les décrets des 26 février 1897, 1er avril 1920 et 8 janvier 1936. Il est le fruit d'une évolution lente entamée au XVIIe siècle afin de fidéliser la population ouvrière afin qu'elle demeure en nombre suffisant dans les arsenaux de la marine. En effet, cette époque voit le développement important et accéléré de la flotte de la marine ayant pour conséquence le besoin d'une main d'œuvre à demeure et formée : l'État constitue une corporation ouvrière compétente et disponible, dont les qualifications sont encadrées et garanties par un statut protecteur.

### Un modèle original de promotion sociale
Le haut niveau technique de cette élite ouvrière repose sur un recrutement par concours à l'âge de 15/16 ans en troisième ou en seconde et une formation au sein des Écoles de formation techniques (EFT) de la DAT (direction des armements terrestres), de la DCN (direction des constructions navales), de la DCAé (direction des constructions aéronautiques), toutes relevant de la DGA (Délégation Générale pour l'Armement). Pour la DCAé deux écoles existent sous la dénomination de CFPAP pour Centre de Formation et de Perfectionnement de l'aéronautique de Paris situé à Villebon-sur-Yvette dans l'Essonne et de CFPAB pour Centre de Formation et de Perfectionnement de l'aéronautique de Bordeaux situé à Latresne en Gironde. La scolarité pour l'aéronautique dure trois ans et est sanctionnée par le DFT (Diplôme de Formation Technique) et le BFTAé (Brevet de Formation Technique Aéronautique) puis une affectation est proposée.
A l'issue de cette formation les élèves lauréats du DFT sont incorporés dans les arsenaux et établissements de la défense relevant principalement de la DGA (Délégation Générale pour l'Armement), comme l'ex-GIAT par exemple (groupement industriel de l'armement terrestre), la direction des constructions et armes navales (DCAN) puis direction des constructions navales (DCN), ou encore au sein de l'armée de l'air ou de la marine nationale avec ses ports, ses bases navales ou aéronavales. Ce mode de recrutement a été abandonné au début des années 2000 (nom de la dernière promotion marine : Espoir). Les ouvriers étaient recrutés pour une spécialité (électricité, mécanique, chaudronnerie, tôlerie) (mesures physiques) et formés durant une période de trois puis deux années pour acquérir les savoirs de leur futur métier. La formation était validée par l'obtention du diplôme de formation technique (DFT), diplôme sans équivalence dans l'éducation nationale. Durant leur carrière, les ouvriers appartiennent à une des nombreuses spécialités (appelées « professions ouvrières ») et peuvent progresser dans les groupes professionnels ou « catégories » par les mécanismes statutaires d'avancement à l'ancienneté et au choix. Certaines spécialités ne sont accessibles qu'en formation continue (par exemple, pyrotechnicien) au terme d'une formation longue appelée « cours » (9 à 12 mois) ou aussi via des formations qualifiantes. Les fonctions de chef d'équipe sont confiées, au choix mais après une période probatoire de formation, à des ouvriers expérimentés.
Certains ouvriers professionnels des ateliers ou des chantiers peuvent accéder, par des essais ou concours nationaux à la catégorie des techniciens à statut ouvrier (TSO), bénéficiant alors d'une ou plusieurs formations longues (des « cours » nationaux de technicien), qui permettaient aussi aux TSO de progresser dans les groupes professionnels, s'il ne le faisaient pas par essai (ex: de T2 à T3 ou de T4 à T5). Cette catégorie des TSO est demeurée très attractive par son incarnation de l'excellence technique des ouvriers d'État et en raison des rémunérations versées. Les TSO appartiennent à 5 spécialités : dessin, électronique, préparation du travail et logistique, techniques de laboratoire et de centres d'essais, informatique. Durant quelques années, des recrutements externes ont été ouverts, directement en T2, T4 et T5bis, à des titulaires au minimum d'un BTS ou d'un DUT. 
Durant la scolarité initiale à l'EFT, les plus motivés des élèves pouvaient intégrer par concours l'École technique préparatoire à l'armement (ETPar) afin de préparer le concours d'accès aux classes préparatoires scientifiques et ce en vue d'intégrer l'ETN (école technique normale puis éventuellement l'une des écoles d'ingénieur du ministère des Armées comme l'ENSICA , l'ENSIETA, le concours des écoles techniques normales (ETN) permet de devenir cadres techniques, dans les fonctions de « chefs de travaux », assurés par le corps des techniciens des études et fabrications (TEF), renommés en 1988 techniciens supérieurs d'études et de fabrications (TSEF).
Parmi ces techniciens TSEF (cadres) et TSO (cadres ou non), certains devenaient, par recrutement direct sur concours et à l'issue d'une formation d'adaptation à l'emploi, ingénieurs techniciens d'études et de fabrications (ITEF), renommés en 1988 ingénieurs d'études et de fabrications (IEF).
L'IEF pourra évoluer vers le grade d'IDEF (ingénieur divisionnaire) puis vers celui d'IEF HC (Hors Catégorie). Ce corps a évolué dernièrement pour devenir le corps des ingénieurs civils de la défense (ICD) qui comprend ce grade ainsi que ceux d'ingénieur civil divisionnaire de la défense (ICDD) et ingénieur civil de la défense hors classe (ICD HC).
L'ensemble de ces personnels civils sont généralement dirigés par les officiers de deux corps ingénieurs militaires de l'armement : les ingénieurs des études et techniques de l'armement (IETA) ou les ingénieurs de l'armement (IA) qui occupent notamment les postes de direction.

### AuXXIesiècle
Aujourd'hui, les ouvriers d'État constituent encore l'essentiel du personnel civil du Ministère des Armées. Ils sont également employés par les établissements de Maintien en Condition Opérationnelle (service de santé des armées, service des essences, Service Industriel de l'Aéronautique, parmi les Ateliers Industriels (SIAÉ = 5 AIA), bases aériennes militaires, terrestres, navales et aéronavales) ainsi que dans les tout récents Groupements de soutien de base de Défense (GSBdD) et à la Gendarmerie. Plusieurs milliers sont mis à disposition, sans limitation de durée, de la société anonyme Naval Group (issue de la direction des constructions navales) ou encore du groupe d'armement terrestre NEXTER Group, issu du GIAT. Cependant, le recrutement en ouvrier de l'État comme en TSO est quasiment stoppé depuis fin 2008. Quelques besoins sont toujours comblés très ponctuellement par des recrutements d'ouvriers d'état, ou en contractuels CDD, notamment dans les professions d'ouvriers de l'aéronautique. Par ailleurs, les voies de promotion sociale (passage d'ouvrier à TSO) sont aujourd'hui liées à une formation de plusieurs mois au sein du Centre de Formation de la Défense de Bourges (CFD), ponctuée par un examen final. 
La pérennité du statut d'ouvrier d'État est de plus en plus incertaine : le ministère de la Défense a créé des corps de fonctionnaires dans les spécialités jusque-là réservées aux ouvriers d'État, dans le corps des agents techniques du ministère de la défense (ATMD) mais dans certaines d'entre elles (mécaniciens aéronautiques, diésélistes, frigoristes, pyrotechniciens, etc) les recrutements sous ce statut n'attirent que très peu de candidats bien mieux rémunérés dans l'industrie privée que dans la fonction publique. C'est d'ailleurs un problème de plus en plus prégnant pour le maintien en condition opérationnelle des matériels avec une main-d’œuvre qualifiée qui arrive à l'âge de la retraite et qui n'est pas remplacée. Il y a une interdiction d'embauche de personnel sous statut d'ouvrier de l'État au niveau ouvrier et dans celui des techniciens du ministère de la défense (TMD) au niveau TSO. Les TMD régis par le décret n°98-203 du 20 mars 1998 sont intégrés au 1er septembre 2011, date d'entrée en vigueur du décret 2011-964 dans le corps des TSEF du ministère de la défense. Ils sont reclassés dans ce corps conformément à un tableau prenant en compte leur situation dans le grade d'origine TMD classe normale, classe supérieure et classe exceptionnelle en TSEF3, TSEF2, TSEF1 avec une ancienneté conservée dans la limite de la durée de l'échelon.
Dans le cadre de la civilianisation, le code de la défense prévoit l'accès au corps de fonctionnaires du ministère de la défense aux militaires sous réserve de conditions particulières précises (ex loi 70-2) transposée dans le code de la défense (articles 4139-1, 4139-2,4139-3, 4139-14, ce dernier encadrant la réussite à un concours externe organisé par la fonction publique) ainsi un militaire par le biais d'une demande d'agrément à sa direction du personnel militaire. S'il obtient son agrément, alors il peut postuler pour 3 fiches de postes succinctes n'ayant pas la même charte graphique qu'une fiche de poste sur la bourse nationale des Emplois (BNE).
Une Commission nationale d’orientation et d’intégration (CNOI) a lieu au sein de la direction des ressources humaines du ministère de la défense (DRH-MD).
À l'issue, la liste des personnels intégrés est diffusée. Ils sont reçus en entretien devant un jury et se font proposer différents postes,
ne sachant pas la région d'affectation. Des questions relatives aux motivations, aux critères de mobilité de l'agent sont évoquées.
À l'issue l'agent retourne sur son lieu de travail et attend la décision.
Lorsque ce dernier reçoit son arrêté d'affectation alors il va dans un premier temps être placé en stage probatoire pour une durée de 2 mois, dans le ministère d'accueil; si le poste ne convient pas, alors l'agent retourne sous son ministère d'origine avec le statut de militaire, dans le cas contraire, après les 2 mois de stage probatoire, l'agent est mis en position de détachement pour une durée d'un an.
Si le poste est pérennisé, alors sa titularisation est effective 12 mois après la mise en position de détachement. Mais si l'agent décide d'annuler sa position de détachement, il est réintégré dans son ministère d'origine sans aucune assurance de retourner dans son organisme d'origine (avant le stage probatoire), des changements de région peuvent être envisagés en particulier si l'agent est remplacé entre-temps et également en fonction des besoins de l'autorité de gestion des emplois (AGE).

## Ouvriers des parcs et ateliers
L'ancien ministère de l'Équipement a aussi des effectifs d'ouvriers d'État, connus sous l'expression d'« ouvriers des parcs et ateliers des ponts et chaussées et des bases aériennes » ou en plus court « ouvriers des parcs et ateliers », régis par le décret no 65-382 du 21 mai 1965. Travaillant notamment dans le domaine des infrastructures de transports, ils travaillent à la direction générale de l'Aviation civile, auprès de Voies navigables de France ou surtout à la construction et à la maintenance des routes. Le transfert en 2009 des « parcs de l'équipement » aux départements a placé nombre d'entre eux sous l'autorité du conseil départemental. Depuis un décret de 2014, ils peuvent être titularisés dans des cadres d'emplois techniques de la fonction publique territoriale. 

## Régime de retraite
Les ouvriers d'État sont affiliés au fonds spécial des pensions des ouvriers des établissements industriels de l'État (FSPOEIE).